# Club Baloncesto Ciudad de Valladolid
O Club Baloncesto Ciudad de Valladolid é um clube profissional de basquetebol situado na cidade de Valladolid, Castela e Leão, Espanha que atualmente disputa a Liga Ouro.

## Temporada por Temporada
| Temporada | Nível | Divisão   | Pos. | Classificação     | TR    | PO  |
| --------- | ----- | --------- | ---- | ----------------- | ----- | --- |
| 2015–16   | 3     | LEB Plata | 13   | Rebaixado         | 9–17  | –   |
| 2016–17   | 3     | LEB Plata | 7    | Promovido         | 17-13 | 9-5 |
| 2017-18   | 2     | LEB Oro   | 9    | Quartas de finais | 15-19 | 0-3 |